# Castell de Torres
El castell de Torres està situat al capdamunt del poble de Torres d'Alàs, poble del municipi d'Alàs i Cerc (Alt Urgell) de caràcter disseminat, en un turó d'accés difícil des del qual es domina l'estret que fa el riu Segre abans d'arribar al pla de l'Urgellet.

## Història

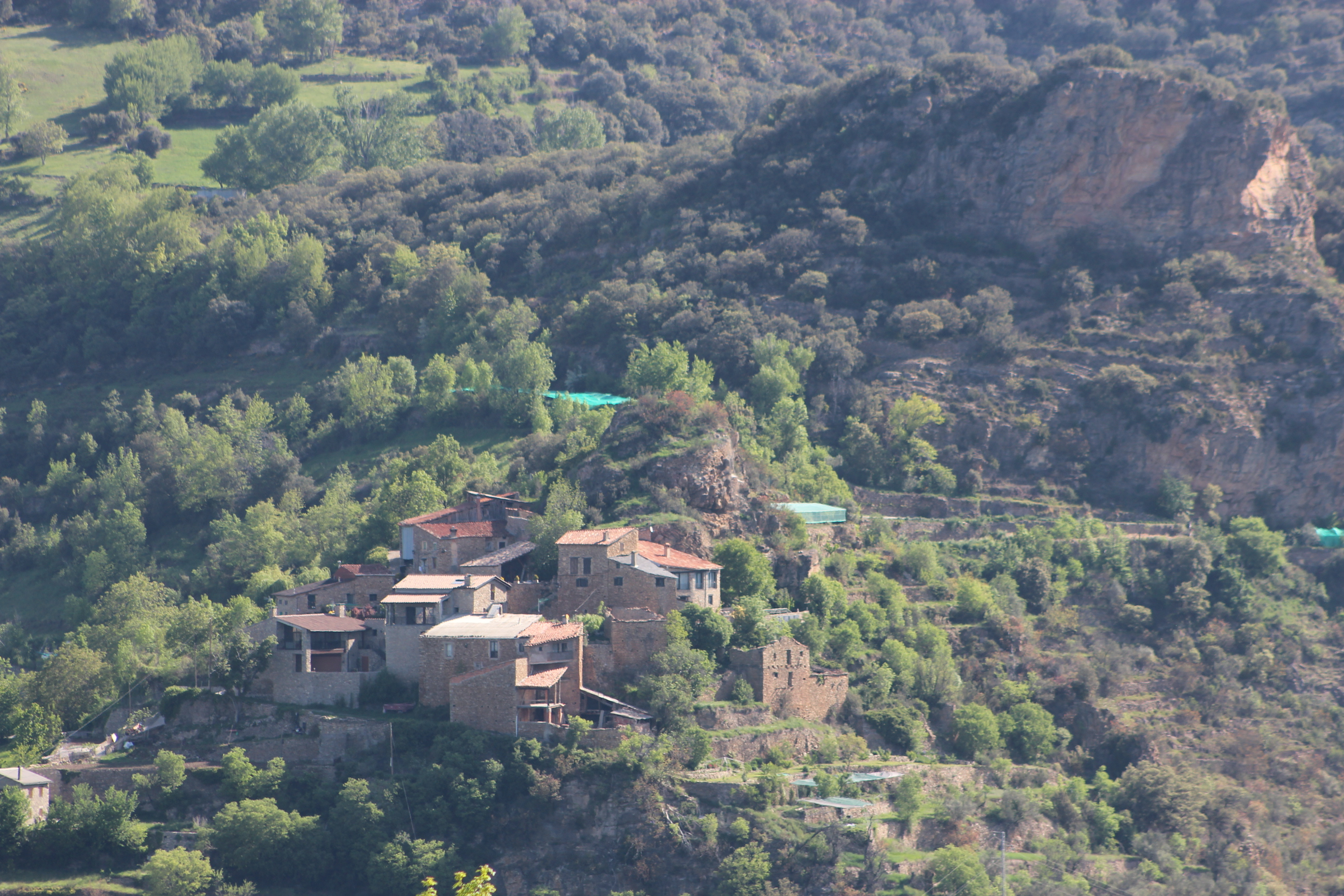
Municipi Torres d'Alàs (maig 2012)

El castell figura esmentat per primera vegada l'any 1012 en un document de l'Arxiu Capitular d'Urgell. El «castrum de Turres» i el seu territori s'esmenta com una de les possessions del bisbat d'Urgell en una confirmació dels límits del bisbat, feta pel papa Benet a petició del bisbe Ermengol. Aquests límits havien estat fixats pels preceptes dels reis carolingis Carlemany, Lluís el Pietós i per la butlla del papa Agapit II.
En un altre document del mateix Arxiu Capitular s'afirma que el castell de Torres era situat damunt el terme de Sant Esteve d'Alàs. El lloc de Torres consta en la vegueria de Cervera els anys 1365-70 entre els llocs que pertanyen al bisbe i al capítol d'Urgell.
El castell de Torres és esmentat el 1519 per Pere Tragó, junt amb el de Bescaran com un dels límits territorials del lloc d'Estamariu, dins el quarter i la batllia de Castellciutat. L'any 1831, Alàs era de la senyoria del capítol de la Seu i Torres ho era del bisbe, tots dos dins el corregiment de Puigcerdà. Des de mitjan segle xix el terme de Torres s'incorporà al d'Alàs

## Arquitectura
Queden poques restes de la fortificació de Torres. Sobre l'esperó rocós, força fragments de la base d'una torre. Al nivell inferior s'hi veuen restes d'una habitació d'uns 6 m de llarg per 4 m d'ample amb parets de 60 cm de gruix. Els carreus són poc treballats i les mides oscil·len entre 30-50 cm de llargada per 10-15 cm d'alçada amb predomini dels petits. En un dels panys de paret hi ha restes d'«opus spicatum». El morter és de calç. Més al nord hi ha indicis d'una altra torre molt arranada. Possiblement les estructures del castell arribaven fins a les cases del poble actual on s'observa alguna paret de carreus regulars que podria haver format part de la fortificació.
Pel que fa a la datació, algunes de les restes conservades a la part superior poden ser-ho perfectament cap a l'any 1000, moment en què el castell és documentat per primer cop.